# NGC 2546
NGC 2546 في الفهرس العام الجديد، هو عنقود نجمي، يقع في كوكبة الكوثل. اكتشف في 1751 . بواسطة نيكولاس لويس دو لكيل .

## روابط خارجية
- NGC 2546 على موقع ويكي سكاي: DSS2, SDSS, GALEX, IRAS, Hydrogen α, X-Ray, Astrophoto, Sky Map, Articles and images